# Tadarida petersoni
Tadarida petersoni — вид кажанів родини молосових.

## Середовище проживання
Цей маловідомий вид тільки був записаний з Гани і Камеруну. Цей вид, як правило, пов'язаний з низинними вологими тропічними лісами. 